# Alejandra (película de 1956)
Alejandra es una película de Argentina en blanco y negro dirigida por Carlos Schlieper según su propio guion sobre la obra de Georges Feydeau y Alexandre Bisson que se estrenó el 19 de abril de 1956 y que tuvo como protagonistas a Delia Garcés, Jorge Rivier, Nélida Romero y Manuel Perales. Este filme marcó el regreso al cine argentino de Delia Garcés luego de su forzado exilio durante el peronismo.

## Sinopsis
Una millonaria caprichosa finge pobreza y una vida sacrificada para conquistar al hombre que ama.

## Reparto
- Delia Garcés
- Jorge Rivier
- Nélida Romero
- Manuel Perales
- Carlos Estrada
- Emilio Gaete
- Lalo Hartich
- Aurelia Ferrer
- Pablo Acciardi
- Anita Larronde
- María Elina Rúas
- Mabel Duclós
- Humberto de la Rosa
- Américo Machado
- Aníbal Pastor
- Rafael Diserio
- Carmen Jiménez
- Alberto Barcel
- José Rivas
- Ego Brunoldi
- Marta González

## Comentarios
Noticias Gráficas dijo:

”Alejandra o la risa por exceso …comedia vivaz y dinámica.”

En tanto Manrupe y Portela escriben:

”Forzada comedia de la última etapa de Schlieper en la que todo es arbitrario y se repiten esquemas de títulos anteriores.”